# Chordophora pyrrhophanes
Chordophora pyrrhophanes är en fjärilsart som beskrevs av Turner 1947. Chordophora pyrrhophanes ingår i släktet Chordophora och familjen mätare. Inga underarter finns listade i Catalogue of Life.